# Лафайет (Калифорния)
Вижте пояснителната страница за други значения на Лафайет.
Лафайет (Lafayette) е град в окръг Контра Коста, в района на залива на Сан Франциско, щата Калифорния, САЩ. Лафайет е с население от 23 908 души. (2000) Лафайет е с обща площ от 39,90 кв. км (15,40 кв. мили).